# 水瓶航空
水瓶航空（AirQuarius Aviation）是一間包機的航空公司，總部於南非約翰內斯堡。服務非洲和中東的包機和租機服務，樞紐機場是Lanseria機場和開普敦國際機場。

## 歷史
航空公司成立和開始服務於1999年，由Gavin Branson雍有和有120員工。

## 機隊
AirQuarius Aviation有以下機隊(2009年1月16日)：
- 4 福克 F28 Mk4000(一架是由空連航空雍有和一架是由Rovos Air雍有)

## 外部連結
- 官方網站

## 備註
1. 1 2  . 國際飛行. 2007-03-27: 71.